# Casa de Eulalia Vides Oyón
La Casa de Eulalia Vides, el lugar donde el poeta Miguel Fernández nació y pasó su infancia, es un edificio modernista, situado en la Avenida Duquesa de la Victoria de la ciudad española de Melilla, que forma parte del Conjunto Histórico Artístico de la Ciudad de Melilla, un Bien de Interés Cultural.

## Historia
Fue construido, según proyecto de Enrique Nieto de marzo de 1929, para Eulalia Vides.

## Descripción

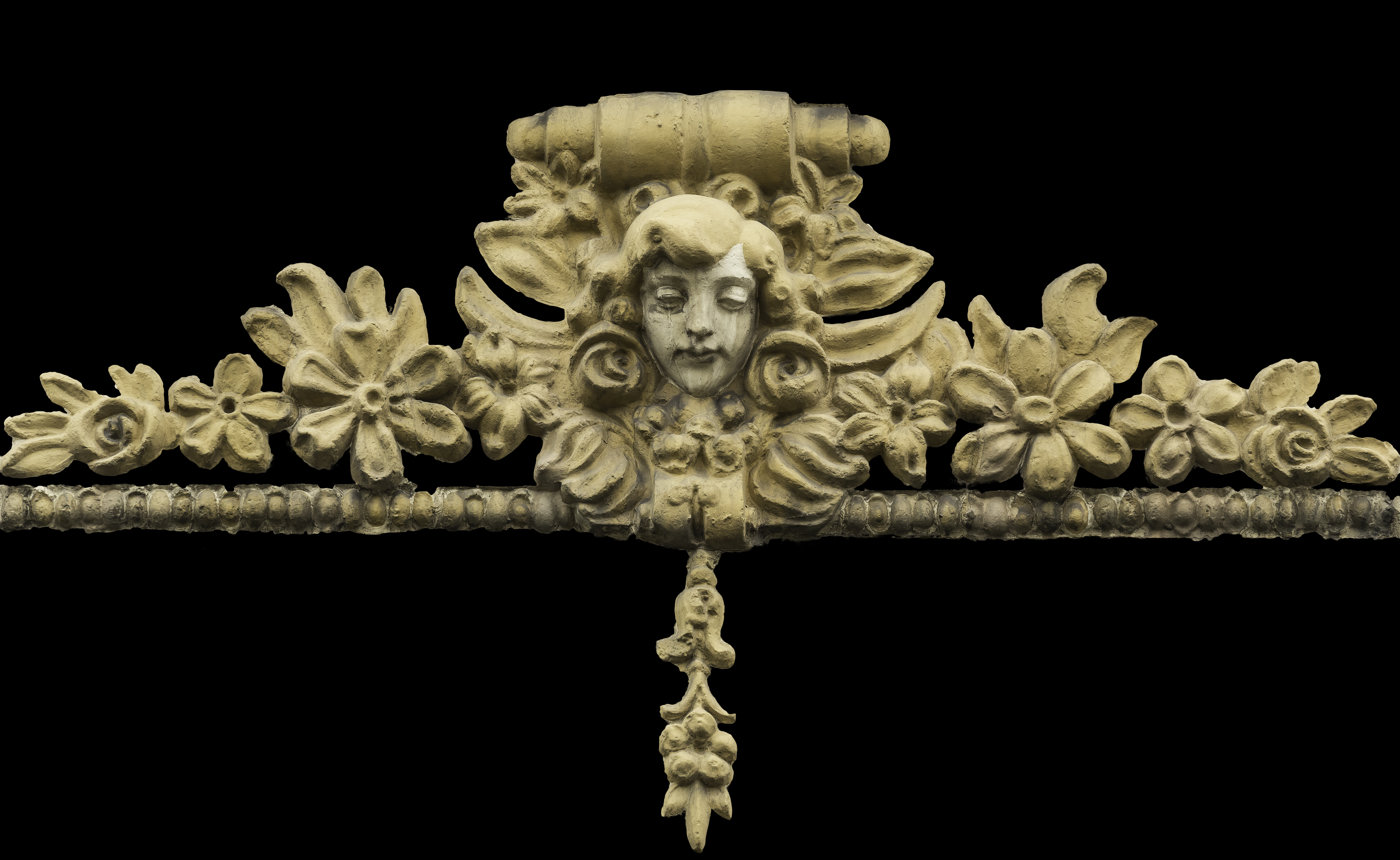
Detalle figurativo sobre ventana, mirador primer piso.

Es una obra representativa del modernismo ecléctico y académico, en la que se mezcla la composición lineal y equilibrada con la decoración floral.
Forma parte de los últimos proyectos modernistas de Enrique Nieto, en la línea de iniciar una nueva propuesta estética pero sin abandonar definitivamente sus formas. El arquitecto utilizará desde entonces —y antes de abandonar el floralismo con su último proyecto, que no llegaría a ejecutarse, en la calle General Marina, nº 5, en 1936— un esquema parecido en las obras de esta nueva etapa: composición simétrica muy rigurosa reflejada en los vanos por planta, decoración floral y figurativa en las sobre ventanas, y remate en cornisa y balaustrada.
El edificio consta de planta baja y dos plantas, más los cuartillos de la azotea, construido con paredes de mampostería de piedra local y ladrillo macizo, con vigas de hierro y bovedillas del mismo ladrillo y en el que destaca su fachada principal, en cuya planta baja, la puerta de entrada, con un arco de medio punto da paso con unas ménsulas al  mirador central de dos plantas, con ventanas bíforas, flanqueado por balcones en ventanas, sobre paños de azulejos policromos, teniendo las molduras de la planta principal cabezas femeninas y en la primera escudos, que dan paso a la cornisa, sobre la que se encuentra el peto de la azotea, que contaba con balaustradas hoy pérdidas, siendo hoy un simple muro.

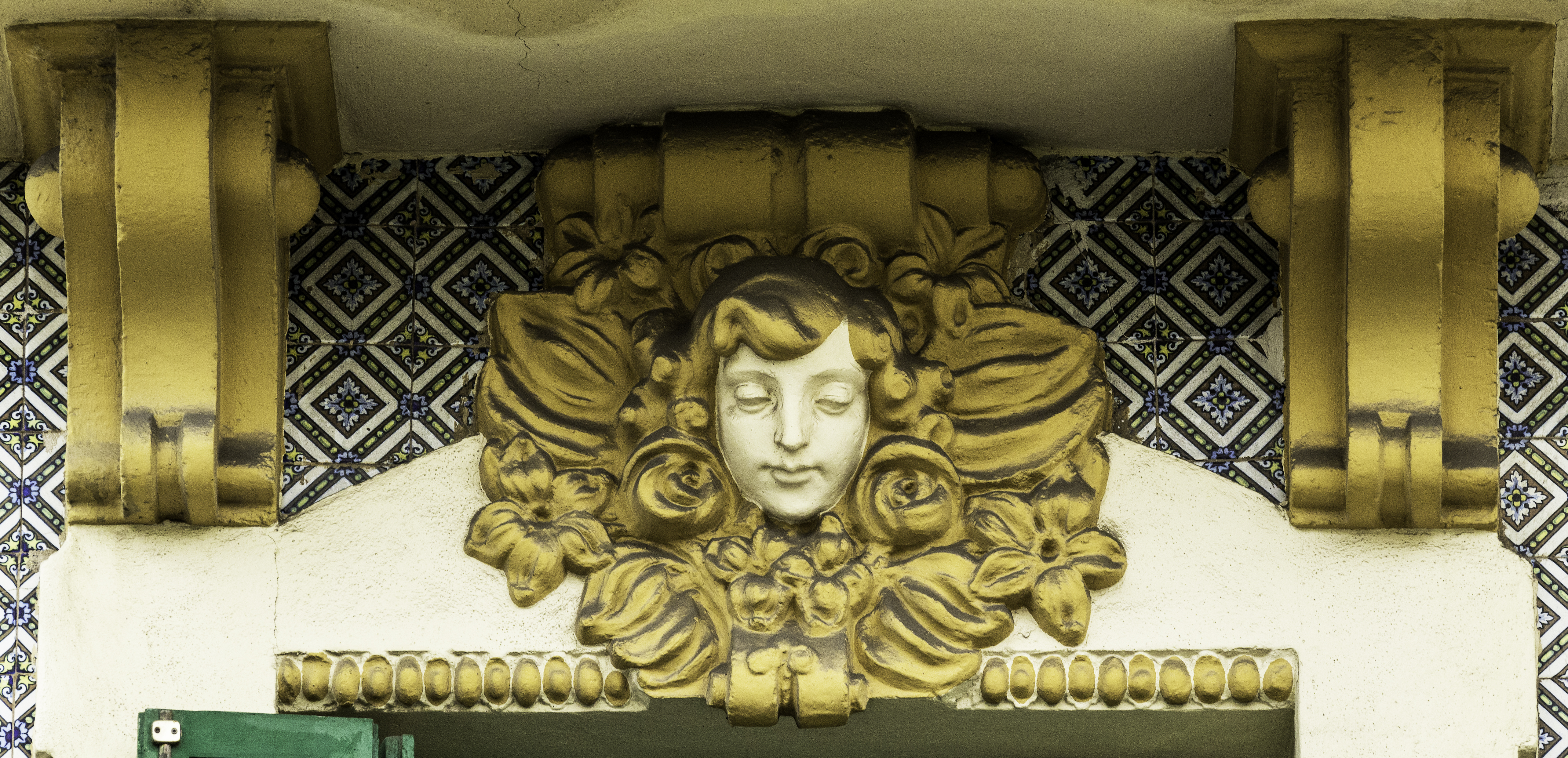
Detalle figurativo sobre ventana, primer piso.